# Finanzmarktaufsichtsbehörde
Die Österreichische Finanzmarktaufsichtsbehörde (FMA) ist die unabhängige, weisungsfreie und integrierte Aufsichtsbehörde für den Finanzmarkt Österreich und als Anstalt öffentlichen Rechts eingerichtet. Ihr obliegt die Aufsicht über Kreditinstitute, Zahlungsinstitute, Versicherungsunternehmen, Pensionskassen, Betriebliche Vorsorgekassen, Investmentfonds, konzessionierte Wertpapierdienstleister, Ratingagenturen und Wertpapierbörsen sowie über Kapitalmarktprospekte. Mit 1. Jänner 2015 hat die FMA außerdem die Funktion als nationale Abwicklungsbehörde übernommen.

## Gründung
Am 1. April 2002 nahm die FMA als unabhängige Behörde den operativen Betrieb im Rahmen des Finanzmarktaufsichtsbehördengesetz (FMABG) auf. Dieses Gesetz wurde nach langen politischen Diskussionen über die Errichtung einer integrierten Allfinanzaufsicht im Sommer 2001 beschlossen. Die FMA wurde darin als Anstalt öffentlichen Rechts mit eigener Rechtspersönlichkeit etabliert, und es wurde ihr die Aufsicht über die Banken, Versicherungen, Pensionskassen und den gesamten Bereich Wertpapiere übertragen.

## Organisation

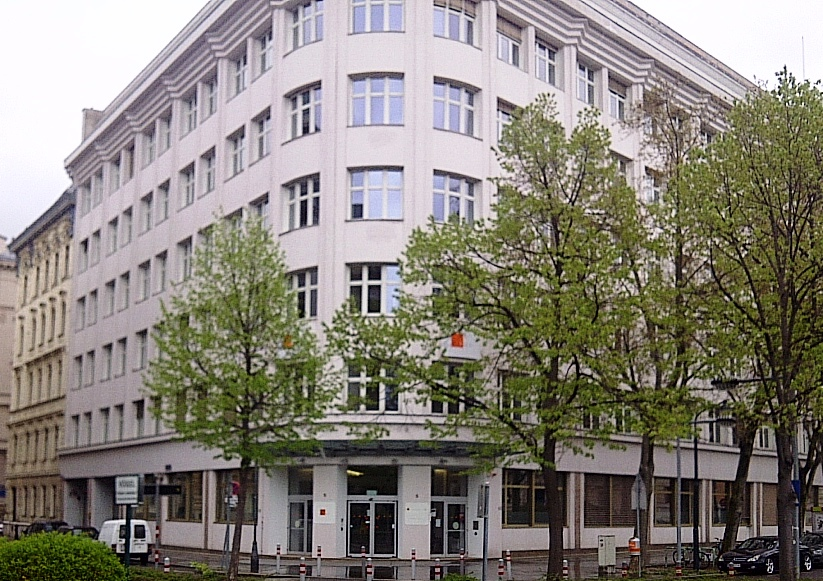
Der heutige Sitz der Behörde in Wien 9., Otto-Wagner-Platz 5, in unmittelbarer Nähe zur Österreichischen Nationalbank

Die FMA ist eine weisungsfreie Behörde, das heißt, sie ist in der Ausübung ihres Amtes an keine politischen Weisungen gebunden. Allerdings hat das Bundesministerium für Finanzen das Recht, der FMA bestimmte Prüfhandlungen vorzuschreiben, sowie das Recht auf Zustimmung bei einzelnen Durchführungsverordnungen der FMA.
Die FMA besteht aus einem zweiköpfigen Vorstand, der direkt von der Stabsabteilung Interne Revision flankiert wird. Des Weiteren unterteilt sich die Behörde in sechs Bereiche: Bankenaufsicht, Versicherungs-, Pensionskassen- und Vorsorgekassenaufsicht, Wertpapieraufsicht, Integrierte Aufsicht & Innovation, Abwicklung & Verfahren und Recht sowie Services.
Die FMA verfügt über einen Aufsichtsrat bestehend aus acht Mitgliedern. 
Bestellt werden die FMA-Posten teilweise direkt vom Ministerrat (unter Verwaltung des Ministerratsdienstes am Bundeskanzleramt).
Sowohl Vorstand als auch Aufsichtsrat werden vom Bundesminister für Finanzen und der Oesterreichischen Nationalbank (OeNB) nominiert. Zusätzlich zu den acht Aufsichtsratsmitgliedern werden von der Wirtschaftskammer Österreich zwei weitere Personen als kooptierte Mitglieder ohne Stimmrecht vorgeschlagen.

## Aufgaben
Die Aufgaben der FMA betreffend der Aufsicht über den österreichischen Finanzmarkt gliedern sich in fünf Hauptbereiche:
- Bankenaufsicht (in Zusammenarbeit mit der Oesterreichischen Nationalbank)
- Versicherungsaufsicht
- Pensionskassenaufsicht
- Wertpapieraufsicht
- Bankenabwicklung

### Bankenaufsicht
Zu den Aufgaben des Bereichs Bankenaufsicht gehören insbesondere die Durchführung von Konzessions-, Bewilligungs- und Anzeigeverfahren, die Durchführung behördlicher Aufsichtsverfahren, die behördliche Beaufsichtigung bankinterner Modelle, die Beauftragung der OeNB zur Vornahme von Vor-Ort-Prüfungen, die behördliche Überwachung von Mängelbehebungen durch Kreditinstitute, die bankaufsichtspezifische Rechtsauslegung, die Auswertung und Erfassung von qualitativen Informationen, die Bewertung von Analyseergebnissen im Hinblick auf behördliche Schritte wie auch die Mitwirkung an der bankaufsichtlichen Legistik, weiters die Beschickung internationaler Gremien im Rahmen des Bereiches, Aufsichtsangelegenheiten betreffend Zweigstellen und Repräsentanzen ausländischer Kreditinstitute sowie die grenzüberschreitende Aufsicht im Rahmen des Konzepts der Consolidating Supervision.
Wie schon der Begriff Bankenaufsicht verrät, sind es grundsätzlich Kreditinstitute, die im Fokus der aufsichtsrechtlichen Tätigkeit stehen. Seit Inkrafttreten des Zahlungsdienstegesetzes (ZaDiG) liegen aber auch die Konzessionierung und laufende Überwachung der Zahlungsinstitute in der Zuständigkeit des Bereichs Bankenaufsicht. Dies ist insofern naheliegend, als die aufsichtsrechtlichen Anforderungen an Zahlungsinstitute, wenn auch etwas geringer, doch stark jenen von Kreditinstituten nachempfunden sind.

### Versicherungs- und Pensionskassenaufsicht
Zum Bereich Versicherungs-, Pensionskassen- und Vorsorgekassenaufsicht gehören insbesondere die laufende Überwachung des gesamten Geschäftsbetriebes von Versicherungsunternehmen, Pensionskassen und Betrieblichen Vorsorgekassen einschließlich Prüfungen vor Ort, Vorschläge für die versicherungsaufsichtsspezifische und pensionskassenaufsichtsspezifische Rechtsweiterentwicklung, die Beschickung internationaler Gremien im Rahmen des Bereiches sowie Konzessionsangelegenheiten und Rechtsaufsicht.

### Wertpapieraufsicht
Zum Bereich Wertpapieraufsicht gehören insbesondere die Überwachung der Meldepflichten von Kreditinstituten hinsichtlich meldepflichtiger Instrumente, die Markt- und Börsenaufsicht, die Emittentenaufsicht, die Konzessionierung und laufende Aufsicht über Wertpapierdienstleistungsunternehmen (WPDLU), Veranlagungsgemeinschaften und Kryptowerte-Dienstleister (Crypto Asset Service Provider oder CASP) gemäß MiCAR, weiters die Ermittlungen im Wertpapierbereich und die entsprechende Kooperation mit dem Bundeskriminalamt, den Landespolizeidirektionen, der Staatsanwaltschaft, den Gerichten und anderen Behörden, wie auch die Aufsicht über die Einhaltung der Wohlverhaltensregeln und Compliancevorschriften, sowie Vorschläge für wertpapieraufsichtsspezifische Rechtsweiterentwicklung und die Beschickung internationaler Gremien im Rahmen des Bereiches.

### Bankenabwicklung
Der 2015 neu geschaffene Bereich Bankenabwicklung hat einerseits bereits präventiv Abwicklungspläne für Banken zu entwickeln und zu erstellen, und diese andererseits im Abwicklungsfall unter Anwendung der ihr zur Verfügung stehenden weitreichenden Instrumente umzusetzen. Sofern die Abwicklungsziele nicht erreicht werden, ist die Anwendung von Abwicklungsinstrumenten nicht vorgesehen und stattdessen ein Konkursantrag zu stellen. Leitprinzip bei der Anwendung von Abwicklungsinstrumenten ist, dass kein Gläubiger einen größeren Verlust als im Insolvenzfall erleiden darf.

## Geschichte

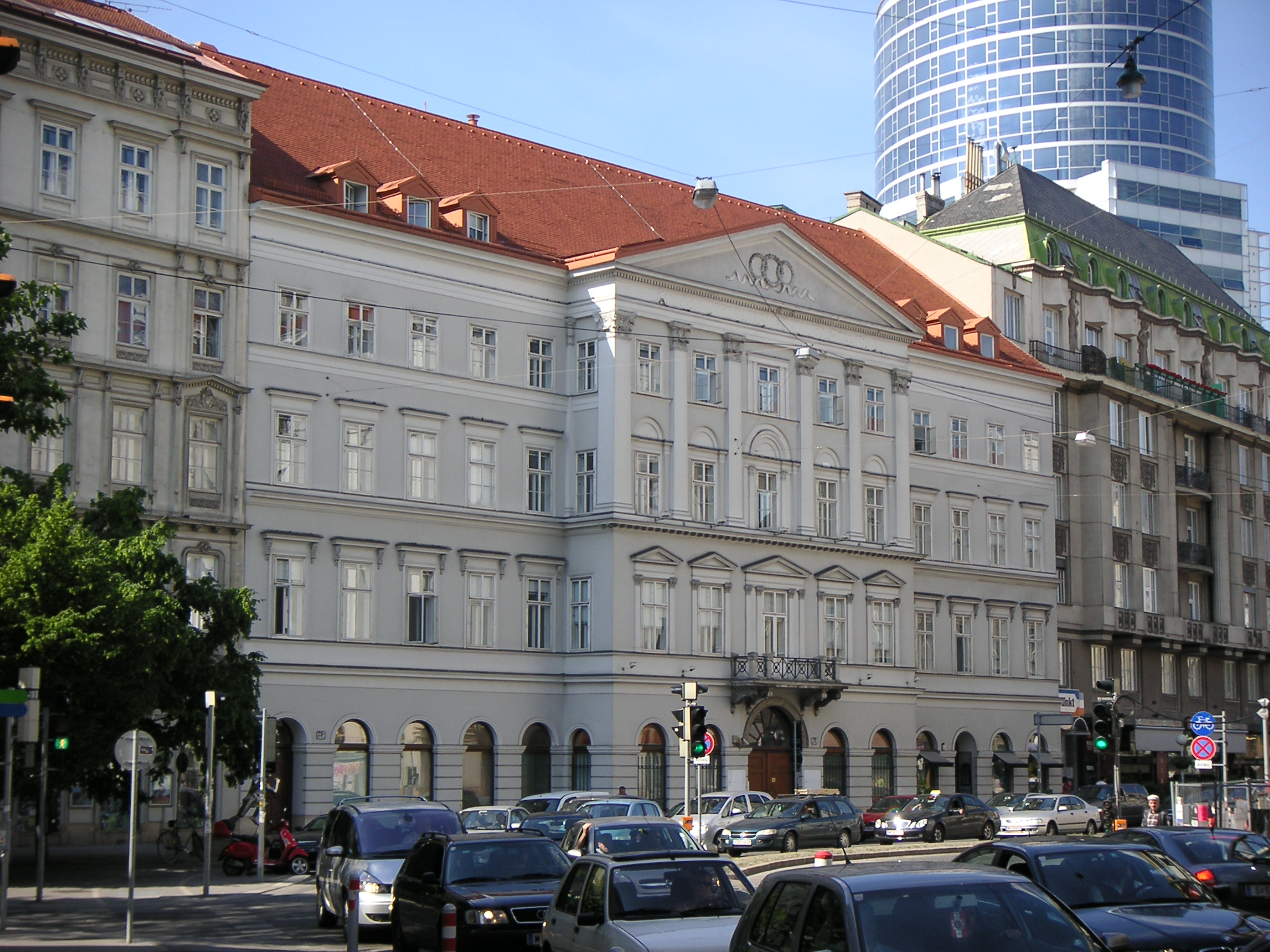
2002–2010 befand sich der Sitz der Behörde in Wien 2., Praterstraße 23, im historischen Palais Wenkheim

Der Ursprung der FMA geht auf das Jahr 1880 zurück. Damals wurde unter Kaiser Franz Joseph auf Grund des stetig steigenden Misstrauens gegenüber der boomenden Versicherungswirtschaft im Innenministerium das Assecuranz-Bureau als Versicherungsaufsicht eingerichtet.
Die Aufgaben wurden in den Gründungsakten wie folgt festgelegt:

„Die Staatsaufsicht über Versicherungsunternehmen hat sich im Allgemeinen auf die genaue Beobachtung der gesetzlichen und statutorischen Vorschriften, sowie auf jene Umstände zu erstrecken, von welchen die jederzeitige Erfüllbarkeit der künftigen Verpflichtungen der Anstalt bedingt wird. Die Staatsaufsicht hat daher insbesondere die richtige Berechnung der Prämienreserve, die vorschriftsmäßige Anlage der Kapitalien, sowie die richtige, vollständige und möglichst klare Darstellung aller Gebahrungs- und Vermögensverhältnisse im Rechnungsabschlusse und Rechenschafts-Berichte … zu überwachen.“

Die Versicherungsvorschriften wurden zwar im Laufe der Jahre strenger, doch die Aufsicht wurde erst 1978 mit dem Bundesgesetz über den Betrieb und die Beaufsichtigung der Vertragsversicherung in einer Weise neu geregelt, wie sie noch heute prinzipiell gilt.
Durch den Beitritt zum EWR und später zur EU wurde die gesamte Versicherungswirtschaft liberalisiert. Dementsprechend wurde auch die Aufsicht entsprechend der gegenwärtig bestehenden unabhängigen Finanzmarktaufsichtsbehörde angepasst.

### Vorstand
Helmut Ettl ist seit 2008 Vorstandsmitglied der FMA und wurde zuletzt 2022 wiederernannt. Seine Amtsperiode läuft bis Februar 2028. Eduard Müller wurde 2020 zum Vorstandsmitglied der FMA ernannt. Seine Amtsperiode lief bis Juli 2025. Das Finanzministerium hatte die Funktion im April 2024 ausgeschrieben. Im Juli 2025 folgte Mariana Kühnel Eduard Müller als FMA-Vorstand nach.

## Rechtliche Grundlagen
Als rechtliche Grundlage dient eine Vielzahl von österreichischen Gesetzen. Die FMA ist als Anstalt des öffentlichen Rechts mit eigener Rechtspersönlichkeit zur Durchführung der Bankenaufsicht, der Versicherungsaufsicht, der Pensionskassenaufsicht sowie der Wertpapieraufsicht eingerichtet (Verfassungsbestimmung: § 1 Abs. 1 Finanzmarktaufsichtsbehördengesetz – FMABG). Sie vollzieht die in § 2 Abs. 1 bis 4 FMABG aufgezählten Aufsichtsgesetze (u. a. BWG, InvFG, ImmoInvFG, ZaDIG, VAG, PKG, WAG 2007, BörseG, KMG und FKG), ist für das gesamte Bundesgebiet zuständig und in der Ausübung ihres Amtes an keine Weisungen gebunden.

### Verordnungen
Verordnungen sind verfassungsrechtlich vorgesehene generelle Verwaltungsakte, die allgemein verbindliche Anforderungen festlegen. Die FMA ist als Verwaltungsbehörde auf Grund der in ihre Zuständigkeit fallenden Gesetze dazu ermächtigt, Verordnungen zu erlassen. Verordnungen der FMA werden im Bundesgesetzblatt kundgemacht.

### Rundschreiben
Mittels Rundschreiben gibt die FMA ihre aus Gesetz oder Verordnung abgeleitete Rechtsansicht zu aufsichtsrechtlichen Fragen bekannt, um die Öffentlichkeit über bestimmte Anforderungen zu informieren.

### Mindeststandards
Mittels Mindeststandards gibt die FMA aus Marktstandards abgeleitete Anforderungen sowie darüber hinausgehende Empfehlungen zu aufsichtsrelevanten Fragen bekannt. Mindeststandards dienen der Information der Öffentlichkeit über Anforderungen, deren Einhaltung nach Ansicht der FMA aktuellen oder neuen Marktstandards entspricht.

### Standard Compliance Codes
Standard Compliance Codes sind kodifizierte Handelsbräuche, welche von wirtschaftlichen Interessensverbänden unter Einbeziehung der FMA herausgegeben werden. Es sind von allen Mitgliedern einer Branche akzeptierte Mindeststandards zur Förderung des Marktvertrauens.

## Verbraucherinformation, Anleger- und Gläubigerschutz
Die FMA ist keine Verbraucherschutzorganisation im klassischen Sinn, die Beschwerdeführern bei der Durchsetzung etwaiger Schadenersatzansprüche oder Forderungen gegen ein beaufsichtigtes Unternehmen behilflich sein kann. Als Aufsicht hat sie Objektivität gegenüber allen Beaufsichtigten und deren Kunden zu wahren und darf niemals Partei ergreifen. Etwaige Schadenersatzansprüche haben geschädigte Verbraucher grundsätzlich bei Zivilgerichten einzuklagen.
Informationen und Beschwerden von Verbrauchern, Anlegern oder Gläubigern gegen Marktteilnehmer sind aber eine wichtige Erkenntnisquelle für die Aufsichtstätigkeit. Die FMA geht jeder Kundenbeschwerde nach, und prüft, ob systemische Fehler zu Grunde liegen. Beschwerdemanagement und Verbrauchertelefon der FMA informieren daher über die rechtlichen Möglichkeiten und tragen Sorge, dass jede Information hinsichtlich relevanter Fehlentwicklungen oder eventueller Verstöße gegen aufsichtsrechtliche Normen überprüft wird. Da einem Beschwerdeführer in einem Verwaltungsverfahren keine Parteienstellung zukommt, darf ihm die FMA wegen ihrer Verpflichtung zur Amtsverschwiegenheit keine Auskunft über Fortgang und Ausgang des Verfahrens geben. Sollte der Beschwerdeführer aber auch zivilrechtlich klagen, so kann das Gericht im Wege der Amtshilfe sehr wohl Akteneinsicht nehmen.
Beschwerden über beaufsichtigte Unternehmen können über ein Beschwerdeformular auf der Website der FMA eingebracht werden. Seit Jänner 2014 ist es zudem möglich, Meldungen von Missständen oder Verstößen gegen das Aufsichtsrecht in einem Unternehmen,
das der Aufsicht der FMA unterliegt, über ein Whistleblower-Hinweisgebersystem anonym bekanntzugeben.

## Hackerangriff 2023
Anfang Juni 2023 wurde bekannt, dass die FMA Ziel eines erfolgreichen Hackerangriffs geworden war. „Im Zuge eines weltweiten zeitgleichen Hacker-Angriffs auf eine bis dahin unbekannte Sicherheitslücke in der Progress-Software ‚MOVEit‘ wurden auch Datensätze der österreichischen Finanzmarktaufsichtsbehörde (FMA) kopiert und gestohlen.“ Die FMA habe eine Sicherheitslücke in der „Secure-File-Transfer“-Plattform unter Beiziehung externer Spezialisten schließen können und arbeite „mit Hochdruck an der Begrenzung und Behebung des Schadens.“

## Internationale Zusammenarbeit
Die FMA ist Mitglied in unterschiedlichen internationalen Gremien, wie zum Beispiel der International Association of Insurance Supervisors (IAIS) und der Internationale Organisation der Wertpapieraufsichtsbehörden (IOSCO).
Mit 1. Jänner 2011 wurden die drei bestehenden Ausschüsse der Aufsichtsbehörden (CEBS, CEIOPS und CESR) durch Europäische Aufsichtsbehörden (EBA, EIOPA und ESMA) ersetzt, welche weitere Kompetenzen erhalten haben und deren Tätigkeiten weiterführen. Gleichzeitig wurde ein Europäischer Ausschuss für Systemrisiken (ESRB) errichtet.
Mit 4. November 2014 hat die Europäische Zentralbank die direkte und indirekte Aufsicht für alle Banken im Euroraum übernommen. Die EZB hat ihre Aufsichtsverantwortung gemäß der Vorgabe des europäischen Gesetzgebers mit den nationalen Bankaufsichtsbehörden im sogenannten Single Supervisory Mechanism (SSM) wahrzunehmen. Dadurch wird sichergestellt, dass die Banken in den teilnehmenden Ländern künftig nach einheitlichen Kriterien und Methoden sowie unter Wahrung des Grundsatzes der Proportionalität beaufsichtigt werden.
Als Vertreter Österreichs wurde FMA-Vorstand Helmut Ettl als stimmberechtigtes Mitglied des SSM-Aufsichtsgremiums bestellt. Das SSM-Aufsichtsgremium setzt sich derzeit aus 24 Mitgliedern zusammen und ist das entscheidende Organ in der neuen europäischen Bankenaufsichtsarchitektur, die unter dem Dach der EZB dezentral organisiert ist und sich in der praktischen Aufsichtstätigkeit wesentlich auf die nationalen Aufsichtsinstitutionen stützt. Dem SSM-Aufsichtsgremium kommen die Planung und Durchführung der bankaufsichtlichen Aufgaben der EZB zu, es hat alle vorbereitenden Arbeiten zu organisieren sowie alle aufsichtlichen Entscheidungen vorzubereiten und zu treffen.
Für Banken, die im „Einheitlichen Europäischen Aufsichtsmechanismus“ (SSM) der direkten Aufsicht der EZB unterstehen, wurde eine eigene Abwicklungsbehörde auf europäischer Ebene geschaffen („Single Resolution Mechanism - SRM“).
Der SRM hat mit 1. Jänner 2016 seine operative Tätigkeit vollumfänglich aufgenommen. Ziel ist es dabei, innerhalb der Europäischen Währungsunion in Notlage geratene Banken geordnet abzuwickeln. Als nationale Abwicklungsbehörde für Österreich ist die FMA Teil des SRM, hat aber auf nationaler Ebene ihre vollumfängliche Tätigkeit in diesem Bereich bereits mit 1. Jänner 2015 aufgenommen. Die zentrale europäische Abwicklungsbehörde, der Ausschuss für die einheitliche Abwicklung SRB („Single Resolution Board“) mit Sitz in Brüssel wurde zwar ebenfalls mit 1. Jänner 2015 gegründet, hatte im Aufbaujahr aber lediglich die Kompetenz Abwicklungskonzepte und Abwicklungspläne zu entwickeln. Die FMA ist durch ihren Vorstand Eduard Müller mit Sitz und Stimme im Entscheidungsorgan des SRB, dem Aufsichtsgremium, vertreten. Mit 1. Jänner 2016 wurde dem SRM/SRB nun auch die Verantwortung für die Durchführung von Abwicklungs- und Restrukturierungsmaßnahmen für die knapp 150 grenzüberschreitend bedeutenden Banken bzw. Bankengruppen aus den teilnehmenden Mitgliedstaaten übertragen.